# Vashon
Vashon is een plaats (census-designated place) in de Amerikaanse staat Washington, en valt bestuurlijk gezien onder King County.

## Demografie
Bij de volkstelling in 2000 werd het aantal inwoners vastgesteld op 10.123.

## Geografie
Volgens het United States Census Bureau beslaat de plaats een oppervlakte van
95,7 km², geheel bestaande uit land. Vashon ligt op ongeveer 88 m boven zeeniveau.

## Plaatsen in de nabije omgeving
De onderstaande figuur toont nabijgelegen plaatsen in een straal van 16 km rond Vashon.